# Klínovecké Krušnohoří
Klínovecké Krušnohoří este o arie protejată (sit de importanță comunitară — SCI) din Republica Cehă întinsă pe o suprafață de 1.175,67 ha, integral pe uscat.

## Localizare
Centrul sitului Klínovecké Krušnohoří este situat la coordonatele 50°24′10″N 13°00′23″E / 50.402778°N 13.006389°E.

## Înființare
Situl Klínovecké Krušnohoří a fost declarat sit de importanță comunitară în noiembrie 2009 pentru a proteja un număr necunoscut de specii din flora spontană și fauna sălbatică aflate în arealul zonei.

## Biodiversitate
Situată în ecoregiunea continentală, aria protejată conține 9 habitate naturale: Mlaștini oligotrofe degradate, capabile încă de regenerare naturală, Mlaștini turboase de tranziție și turbării mișcătoare, Pajiști uscate europene, Liziere de ierburi înalte hidrofile de câmpie și de nivel montan până la alpin, Fânețe montane, Păduri acidofile de Picea de la nivel montan la nivel alpin (Vaccinio-Piceetea), Turbării active, Formațiuni ierboase bogate în specii de Nardus, dezvoltate pe substraturi silicioase în zone montane (și în zone submontane, în Europa continentală), Mlaștini împădurite.
La baza desemnării sitului se află un număr nedeclarat de specii protejate.